# ICEYE
ICEYE Oy est une start-up finlandaise créée en 2014 et spécialisée dans la fabrication de micro-satellites. Située à Espoo, l'entreprise a été cofondée par son actuel directeur général, Rafal Modrzewski.

## Historique
ICEYE est créée en 2014 par Rafal Modrzewski et Pekka Laurila. Tous deux ont participé au projet de satellite Aalto-1 (en) lorsqu'ils étaient à l'université.
En 2015, ICEYE a démontré le principe d'utilisation d'images issues de moyens aériens radar à synthèse d'ouverture (SAR) pour détecter des caractéristiques petites mais dangereuses liées à la glace, comme les banquises de mer. La campagne d'essais pour valider ce principe a établi ainsi qu'une constellation de petits satellites permettait d'estimer, en quasi temps réel, la situation pour des opérations dans l'Arctique. Dans le but de réaliser cette constellation à vocation commerciale, ICEYE effectue plusieurs augmentations de son capital pour atteindre, en août 2017, un total de 19 millions de dollars, en incluant notamment les fonds de la commission européenne, de Draper Nexus et de la Finnish funding agency for innovations. En 2019, les fondateurs d'ICEYE et le personnel d'Aalto  reçoivent le Prix finlandais de l'ingénierie. Le prix est décerné chaque année par l'Academic Engineers and Architects in Finland TEK et la société savante des diplômés universitaires en Finlande, et est assortie d'un prix en espèces de 30 000 €.
En octobre 2019, ICEYE commence à commercialiser des images radar avec une résolution spatiale de 1 mètre en utilisant les 3 satellites qu'elle a placé en orbite. En août 2022, lors de l'invasion russe de l'Ukraine, ICEYE a signé un contrat avec la Fondation Sergey Prytula (Serhiy Prytula Charity Foundation) qui achète pour le compte des Forces armées ukrainiennes un satellite, un second suivra acheté cette fois-ci par le gouvernement Allemand et la société Rheinmetall en 2024.
En avril, l'agence américaine en charge de la prévention des catastrophes et des inondations passe contrat avec ICEYE.

## Caractéristiques du segment spatial
Par opposition aux programmes spatiaux articulés autour de systèmes performants mais lourds et chers, la logique suivie par la start-up est de construire des satellites plus petits (80 cm x 60 cm x 50 cm), plus nombreux (donc survolant plus souvent une zone donnée) et moins chers en faisant appel à des équipements sur étagère.
Le satellite de série est stabilisé 3 axes et a une masse de 120 kilogrammes (2024). Son énergie est fournie par cinq panneaux solaires déployés en orbite, produisant au maximum 345 Watts. L'énergie est stockée dans des batteries d'une capacité de 1,4 kWh. Les liaisons avec le sol sont réalisées en bande X pour le transfert de données (liaison cryptée avec un débit de 500 mégabits par seconde) et en bande S. Le radar à synthèse d'ouverture fournit des images avec une résolution spatiale qui peut être adaptée au besoin. La meilleure résolution est de 50 centimètres (taille surface imagée : 15 x 15 km), 3 mètres (50 x 30 km) et 15 mètres (100 x 100 km).

### Les prototypes ICEYE-X
Le 12 janvier 2018, le premier satellite prototype a été lancé par la fusée PSLV-C40 depuis le centre spatial Satish-Dhawan. Dénommé ICEYE-X1, ce micro-satellite d'une masse de 70 kg est le premier système de moins de 100 kg équipé d'un radar à synthèse d'ouverture. Il représente aussi le premier satellite commercial finlandais. Ce ICEYE-X1 sera suivi d'un deuxième prototype ICEYE-X2 qui aura pour but d'améliorer les technologies à bord pour tendre vers une résolution de 3 mètres et d'un troisième prototype ICEYE-X3 qui servira d'évaluation de la plateforme.

### Déploiement des satellites opérationnels
Le lancement des satellites opérationnels débute en 2019. ICEYE visait initialement à développer une constellation de 18 micro-satellites SAR en collaboration avec l'Agence spatiale européenne (ESA). Fin 2023, la société dispose d'une flotte d'une trentaine de satellites (en comprenant ceux vendus à d'autres opérateurs) et quinze autres doivent être déployés en 2024.

### Vente de satellites à des utilisateurs tiers
ICEYE propose la vente de certains de ses satellites à des utilisateurs tiers qui désirent obtenir rapidement des capacités d'observation SAR.
Ainsi, ICEYE-X10 est en fait une version américaine des satellites ICEYE développés par R2 Space pour le gouvernement américain et a été rebaptisé XR-1. En décembre 2020, ICEYE vend deux satellites (X18 et X19 ou X20) à l'armée de l'air brésilienne. Ces satellites sont lancés en mai 2022 lors de la mission Transporter-5 de SpaceX. Les Brésiliens renomment ces satellites Carcará 1 et Carcará 2. En 2024, le satellite ICEYE-X33 (2024-149CJ) puis le Iceye-X42 (2025-009CT) en 2025 sont cédés à l'entreprise Space42 des Émirats Arabes Unis, sous les noms de Foresight-1 et Foresight-2.

### Lancements
| Satellite                                    | Date              | Lanceur                       | Site de lancement                  | Identifiant COSPAR                                   | Référence |
| -------------------------------------------- | ----------------- | ----------------------------- | ---------------------------------- | ---------------------------------------------------- | --------- |
| ICEYE-X1                                     | 12 janvier 2018   | PSLV-XL (C40)                 | SDSC                               | 2018-004D                                            | [ 12 ]    |
| ICEYE-X2                                     | 3 décembre 2018   | Falcon 9                      | Vandenberg AFB                     | 2018-099AU                                           | [ 20 ]    |
| ICEYE-X3                                     | 5 mai 2019        | Electron                      | Péninsule de Mahia                 | 2019-026E                                            | [ 21 ]    |
| ICEYE X4 & X5                                | 5 juillet 2019    | Soyouz 2-1b                   | Vostochny                          | 2019-038C 2019-038D                                  | [ 16 ]    |
| ICEYE-X6 et ICEYE-X7                         | 28 septembre 2020 | Falcon9                       | Cape Canaveral Space Force Station | 2020-068M 2020-068L                                  | [ 16 ]    |
| ICEYE-X8, ICEYE-X9 et ICEYE-X10              | 24 janvier 2021   | Falcon9 Transporter-1 mission | Cape Canaveral Space Force Station | 2021-006DB 2021-006CX 2021-006CY                     | [ 16 ]    |
| ICEYE-X11, ICEYE-X12, ICEYE-X13 et ICEYE-X15 | 30 juin 2021      | Falcon9 Transporter-2         | Cape Canaveral Space Force Station | 2021-059AR 2021-059AM 2021-059AP 2021-059AQ          | [ 22 ]    |
| ICEYE-X14 et ICEYE-X16                       | 13 janvier 2022   | Falcon9 Transporter-3         | Cape Canaveral Space Force Station | 2022-002CQ 2022-002AA                                | [ 23 ]    |
| ICEYE-X17, X18, X19, X20 et X24              | 25 mai 2022       | Falcon9 Transporter-5         | Cape Canaveral Space Force Station | 2022-057T 2022-057AG 2022-057AC 2022-057AD 2022-057Z | [ 24 ]    |
| ICEYE-X21, X22 et X27                        | 3 janvier 2023    | Falcon9 Transporter-6         | Cape Canaveral Space Force Station | 2023-001AS 2023-001BF                                | [ 25 ]    |
| ICEYE-X23, X25, X26 et X30                   | 12 juin 2023      | Falcon9 Transporter-8         | Vandenberg Space Force Base        | 2023-084 2023-084 2023-084 2023-084                  | [ 26 ]    |
| ICEYE-X31, X32, X34 et X35                   | 11 novembre 2023  | Falcon9 Transporter-9         | Vandenberg Space Force Base        | 2023-174AJ 2023-174AP 2023-174AQ 2023-174AY          | [ 27 ]    |
| ICEYE-X36, X37 et X38                        | 4 mars 2024       | Falcon9 Transporter-9         | Vandenberg Space Force Base        | 2024-043F 2024-043E 2024-043C                        |           |
| ICEYE-X39, X40 et X43                        | 16 août 2024      | Falcon9 Transporter-8         | Vandenberg Space Force Base        | 2024-149CG 2024-149CK 2024-149BZ                     |           |
| ICEYE-X41, X42, X44 et X45                   | 14 janvier 2025   | Falcon 9                      | Vandenberg Space Force Base        | 2025-009CV 2025-009CT 2025-009DC 2025-009DA          |           |
| ICEYE-X47 et X49                             | 21 décembre 2024  | Falcon 9                      | Vandenberg Space Force Base        | 2024-247N 2024-247H                                  |           |
| ICEYE-X46, X48, X50, X51                     | 15 mars 2025      | Falcon 9                      | Vandenberg Space Force Base        |                                                      |           |